# Siete bendiciones
Siete bendiciones (en hebreo: שבע ברכות‎, romanizado: Sheva Brachot) es una película de comedia dramática israelí de 2023 dirigida por Ayelet Menahemi. Está protagonizada por Reymond Amsalem, quien la coescribió con Eleanor Sela.
La película ganó 10 Premios Ophir, entregados por la Academia Israelí de Cine y Televisión. Entre los galardones se incluyen los de mejor película, mejor director, mejor actriz para Reymond Amsallem, mejor actriz de Reparto para Tikva Dayan y mejor guion.
Fue seleccionada como la candidata israelí a la mejor película internacional en los Premios Óscar 2024.

## Sinopsis
Ambientada a principios de los años 90 en Jerusalén. En el centro hay una familia judeo-marroquí bulliciosa y llena de drama, con numerosos miembros que hablan varios idiomas (hebreo, marroquí, francés y dialecto franco-marroquí). Sin embargo, tras la fachada de alegría de vivir y unión se esconden secretos, mentiras y una vieja y dolorosa herida del pasado.

## Reparto
- Reymond Amsallem como Marie
- Tikva Dayan como Hana
- Eleanor Sela como Irit
- Rivka Bahar como Gracia
- Eran Mor como Dan